# 972B busz (Budapest)
A budapesti 972B jelzésű éjszakai autóbusz a Móricz Zsigmond körtér és Nyár utca között közlekedik, csak Törökbálint felé. A vonalon csak 1 jármű közlekedik. A viszonylatot a MÁV Személyszállítási Zrt. üzemelteti.

## Története
2015. augusztus 31-étől a 972-es autóbusz megosztva közlekedik: az utolsó menet 972B jelzéssel a Budaörsi lakótelepet érintve jár.
2019. május 10-étől meghosszabbított útvonalon, a Márta utcáig közlekedik.

## Útvonala
| Törökbálint, Nyár utca felé |
| --- |
| Móricz Zsigmond körtér M vá. – Villányi út – Fadrusz utca – Bartók Béla út – Hamzsabégi út – Ajnácskő utca – Budaörsi út – Budaörs, Budapesti út – Szabadság út – Szivárvány utca – Budaörsi lakótelep – Szivárvány utca – Szabadság út – 8102. számú út – Tó utca – Bajcsy-Zsilinszky utca – Baross Gábor utca – Szent István utca – Kinizsi Pál utca – Károlyi Mihály utca – Kazinczy Ferenc utca – Szent István utca – Munkácsy Mihály utca – Sváb tér – Kápolna utca – Diósdi út – Hegyalja utca – Márta utca, forduló – Hegyalja utca – Diósdi út – Kápolna utca – Sváb tér – Géza fejedelem utca – Nyár utca vá. |

## Megállóhelyei
Az átszállási kapcsolatok között a Raktárvároshoz betérő 972-es busz nincsen feltüntetve.
| 0                                        | 0  | Móricz Zsigmond körtér M végállomás |                |
| 2                                        | 2  | Kosztolányi Dezső tér               | 907, 908, 908A |
| 4                                        | 4  | Kelenföldi autóbuszgarázs           | 908, 908A      |
| 5                                        | 5  | Ajnácskő utca                       | 908, 908A      |
| 7                                        | 7  | Dayka Gábor utca                    | 908, 908A      |
| 8                                        | 8  | Sasadi út                           | 908, 908A      |
| 9                                        | 9  | Nagyszeben út                       | 908, 908A      |
| 10                                       | 10 | Gazdagréti út                       | 908, 908A      |
| 11                                       | 11 | Poprádi út                          |                |
| 12                                       | 12 | Madárhegy                           |                |
| 13                                       | 13 | Rupphegyi út                        |                |
| 13                                       | 13 | Felsőhatár utca                     |                |
| Budapest–Budaörs közigazgatási határa    |    |                                     |                |
| 14                                       | 14 | Tulipán utca                        |                |
| 15                                       | 15 | Aradi utca                          |                |
| 16                                       | 16 | Templom tér                         |                |
| 17                                       | 17 | Károly király utca                  |                |
| 18                                       | 18 | Kisfaludy utca                      |                |
| 18                                       | 18 | Kötő utca                           |                |
| 19                                       | 19 | Budaörs, városháza                  |                |
| 20                                       | 20 | Gimnázium                           |                |
| 21                                       | 21 | Patkó utca                          |                |
| 22                                       | 22 | Budaörsi lakótelep                  |                |
| 23                                       | 23 | Patkó utca                          |                |
| 24                                       | 24 | Alcsiki dülő                        |                |
| 24                                       | 24 | Lejtő utca                          |                |
| 25                                       | 25 | Ibolya utca                         |                |
| 26                                       | 26 | Csiki csárda                        |                |
| 27                                       | 27 | Csiki tanya                         |                |
| 28                                       | 28 | Gyár utca                           |                |
| 29                                       | 29 | Tetra Pak                           |                |
| 30                                       | 30 | Légimentők                          |                |
| Budaörs–Törökbálint közigazgatási határa |    |                                     |                |
| 31                                       | 31 | Törökbálint vasútállomás            |                |
| 31                                       | 31 | Vasút utca                          |                |
| 32                                       | 32 | Jókai Mór utca                      |                |
| 33                                       | 33 | Deák Ferenc utca                    |                |
| 33                                       | 33 | Baross Gábor utca                   |                |
| 34                                       | 34 | Harangláb                           |                |
| 35                                       | 35 | Ady Endre utca                      |                |
| 36                                       | 36 | Őszibarack utca                     |                |
| 38                                       | 38 | Széchenyi tér                       |                |
| 39                                       | 39 | Katona József utca                  |                |
| 40                                       | 40 | Zrínyi utca                         |                |
| 41                                       | 41 | Harangláb                           |                |
| 42                                       | 42 | Munkácsy Mihály utca (hősi emlékmű) |                |
| 42                                       | 42 | Bartók Béla utca                    |                |
| 43                                       | 43 | Diósdi út                           |                |
| 44                                       | 44 | Liliom utca                         |                |
| 45                                       | 45 | Márta utca végállomás               |                |
| ∫                                        | 46 | Liliom utca                         |                |
| ∫                                        | 47 | Diósdi út                           |                |
| ∫                                        | 48 | Nyár utca végállomás                |                |

Jegyek és bérletek érvényessége:
Pest vármegyebérlet, Országbérlet, Pest vármegye24 napijegy, Magyarország24 napijegy: a járat teljes hosszán
Budapest-bérlet és Budapest-jegyek, BKK-vonaljegy: Móricz Zsigmond körtér M – Felsőhatár utca
Helyszínen váltott Volánbusz-vonaljegy: a járat teljes hosszán
Környéki helyközi Volánbusz-vonaljegy: Tulipán utca – Törökbálint, Nyár utca